# Демак (султанат)
Султанат Демак — средневековое мусульманское государство на Яве, с центром в портовом городе Демак. Некоторое время, после падения империи Маджапахит было самым сильным государством Явы. Первое мусульманское государство на этом острове. Демак сыграл важную роль в распространении ислама в Индонезии.

## История

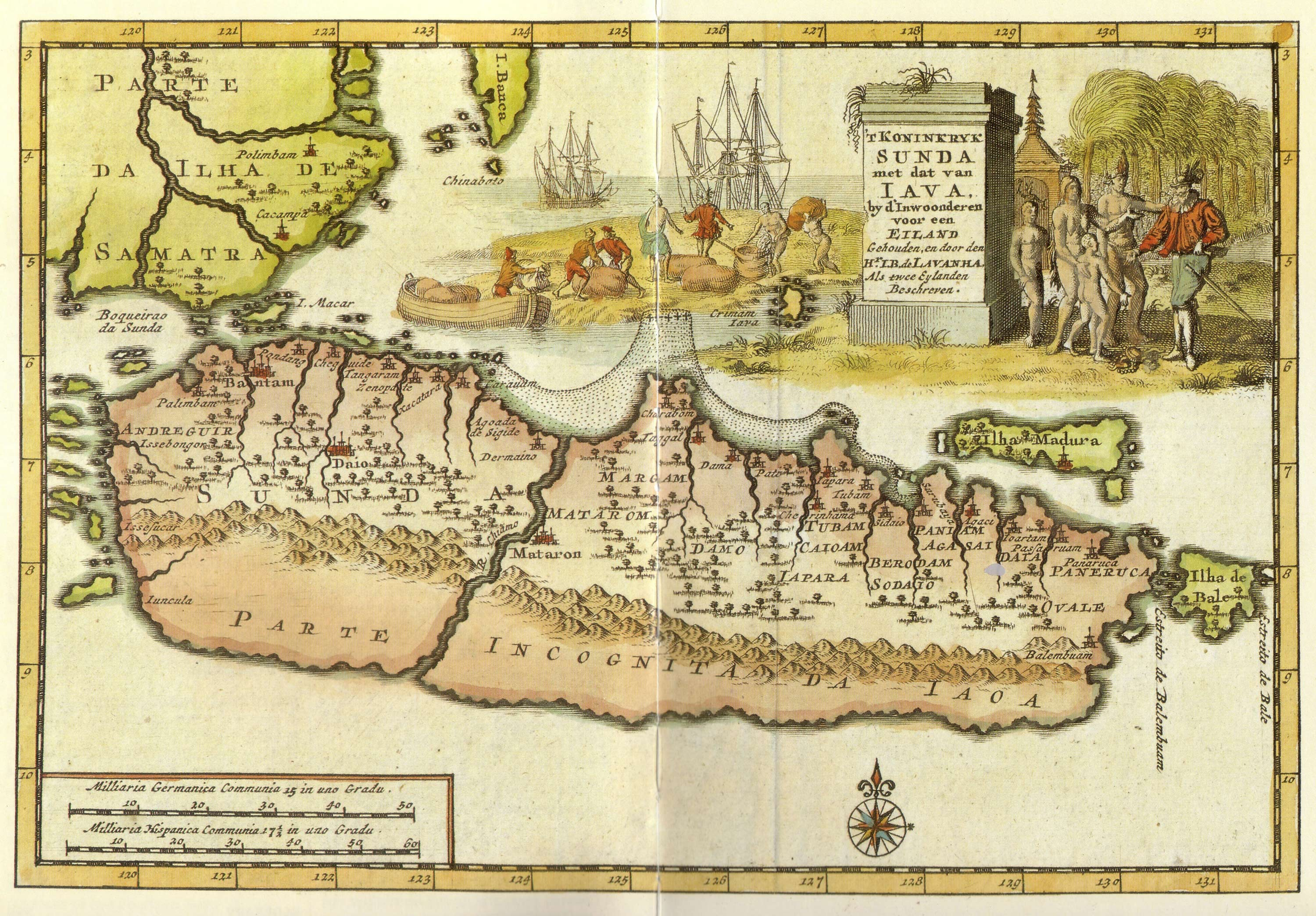
Европейская карта Явы (XVIII в.):
- Бантам (Бантам)
- Ксакатра (Джакарта)
- Черибум (Кирибон)
- Таггал (Тигал)
- Демак (Demak)
- Иапара (Иипапа)
- Тубан (Тубан)
- Содайо (Сидауй)
- Сурубая (Сурабая)

Демак был основан в конце XV века мусульманином Раден Патахом, который, по некоторым сведеньям происходил из Китая. По другой версии, он происходил из царской династии Маджапахита.
В китайских хрониках храма Семаранг говорится, что Раден Патах основал Демак в болотистой местности, на берегу моря. Вскоре после этого империя Маджапахит распалась, и Демак начал резкий рост в качестве торгового города. Через Демак проходило множество торговых путей, влияние государства росло, и Демак стал гегемоном среди других яванских портов. При периёмнике Раден Патаха, Адипати Джунусе (1518—1521), были предприняты две попытки захватить Малакку, которая тогда принадлежала Португальцам, в 1511 и 1521 годах.
Во время одного из этих неудачных вторжений, когда союзники Демака (вся Ява и часть Суматры) собрали огромные флот и войска, государства того региона получили такие потери, что так и не смогли восстановить военную мощь. И когда через какое-то время голландцы начали захватывать острова Индонезии, мало кто дал достойный отпор.
Следующий правитель Демака, Пангеран сунан Транггана (1522—1548), запомнился в истории как самый великий правитель этого государства, покорил несколько соседних государств. Во владении Демака оказалась значительная часть Явы. Со смертью Трангганы, в походе на восток Явы, началась гражданская война между братом царя, Секарой Седой Лепеном, и сыном царя, Параватой. В конце концов победил сын Секары, Ярья Панангсанга. Но новый правитель столкнулся с новой проблемой — коализацией вассалов, во главе которой встал Джака Тингкир, родственник царя. Джаке Тингкиру удалось захватить Демак, и стать его правителем.
В конце XVI века Демак был присоединён к Матараму.

## Правители
| Правитель                             | Начало правления | Конец правления |
| ------------------------------------- | ---------------- | --------------- |
| Раден Патах Сенапати Джимбун          | 1476             | 1501            |
| Пангеран Лор Сабранг (Адипати Джунус) | 1518             | 1521            |
| Пангеран сунан Транггана              | 1522             | 1548            |
| Текст ячейки                          | 1548             | 1550            |
| Текст ячейки                          | 1550             | 1558            |
| Текст ячейки                          | 1558             | ?               |